# Zeche Bochum

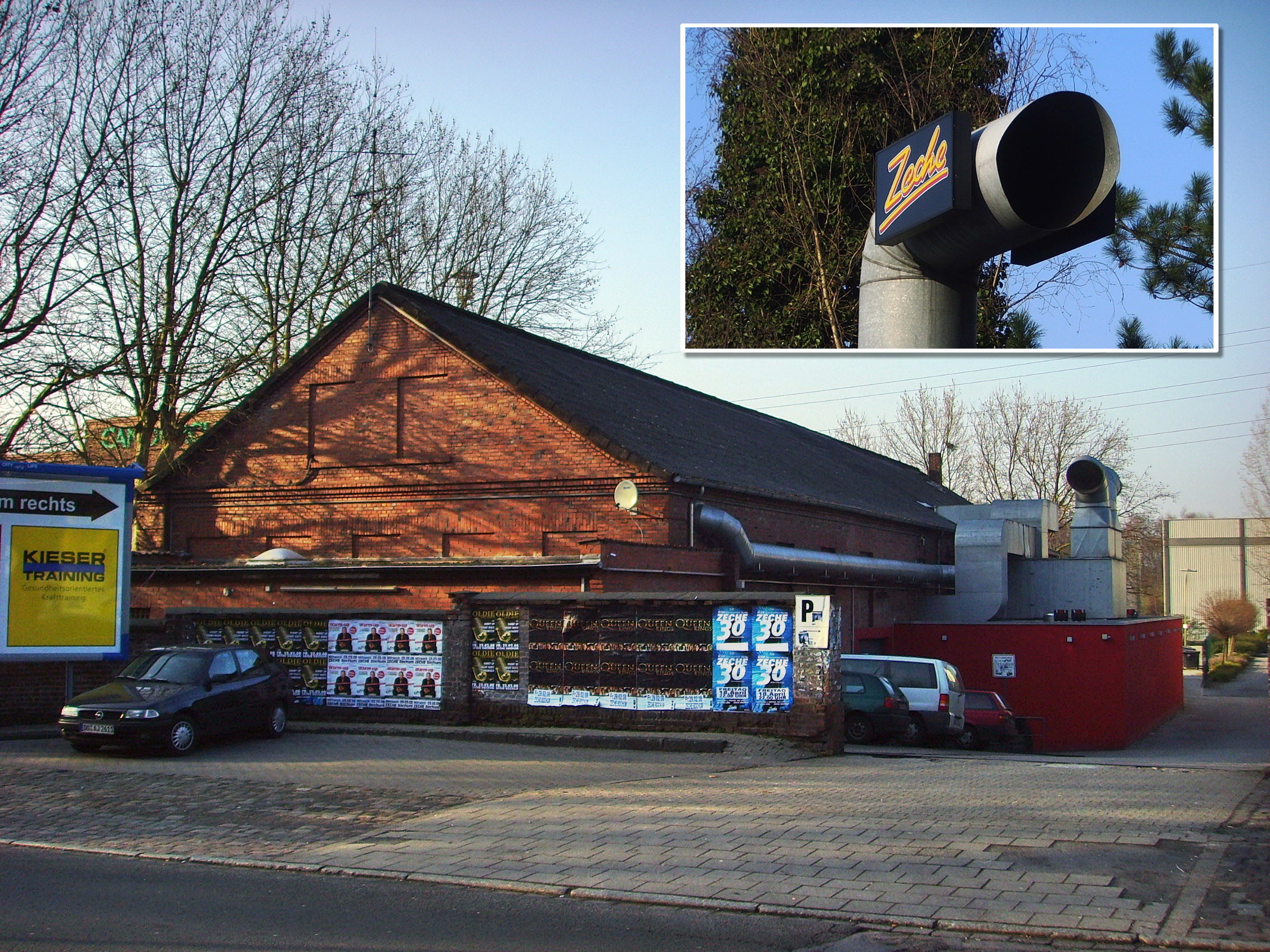
Vue extérieure de la Zeche Bochum avec son logo

Le Zeche Bochum est un multiplex événementiel avec une discothèque à Bochum. Il ouvre en novembre 1981 et est l'un des pionniers du concept de centres socioculturels. Les locaux avec espace événementiel, restauration et danse sont situés dans l'ancienne serrurerie du Zeche Prinz Regent (de) dans le quartier de Wiemelhausen (de) .
Initialement, les événements au Zeche Bochum devaient être partiellement financés par des fonds publics sous reconnaissance culturelle, mais le local est obligé de s'auto-financer dès le début. La direction musicale est orientée initialement vers l'underground du mouvement punk et new-wave, avant de passer au rock, au métal, à la pop, au blues et au Mainstream. Le Zeche Bochum est un lieu régulier de concerts depuis son ouverture. Des artistes comme Tina Turner, Depeche Mode, R.E.M., Herbert Grönemeyer, Rammstein, Volbeat, Mark Foster (en), Die Ärzte, Die Toten Hosen, Still Collins ou Revolverheld ont joué dans ce lieu culte. Plus de 4 500 concerts se sont ainsi déroulé dans ce lieu.
L'intérieur comprend une grande salle d'événements avec une galerie, une petite salle, un restaurant, un café en plein air et un bar à cocktails.
En plus des concerts réguliers, des événements disco de toutes sortes ont lieu les vendredis et samedis.
En 2015, le Zeche Bochum remporte le « Live Entertainment Award » en tant que meilleur club de 2014.

## Liens Internet
- http://www.zeche.com

51.4509722222227.21825Koordinaten: 51° 27′ 3,5″ N, 7° 13′ 5,7″ O